# Jo Anderson
Jo Anderson (Brooklyn (New York), 29 juni 1958) is een Amerikaans actrice.

## Biografie
Anderson werd geboren in de borough Brooklyn van New York in een gezin van vier kinderen, zij groeide op in Tenafly. Zij heeft gestudeerd aan de Adelphi University in Hempstead (New York). Zij begon als actrice in het theater, zowel op Broadway als off-Broadway. In de jaren tachtig verhuisde zij voor haar carrière naar Los Angeles.
Anderson begon in 1983 met acteren voor televisie in de film Jamaica Inn, waarna zij nog meerdere rollen speelde in films en televisieseries.

## Filmografie

### Films
Uitgezonderd korte films.
- 2006 Fat Rose and Squeaky – als Christine
- 2001 Rain – als Patsy
- 1999 The Sky's on Fire – als Elizabeth Sobel
- 1996 Daylight – als Bloom
- 1994 Season of Change – als Martha Parker
- 1994 Menendez: A Killing in Beverly Hills – als Pam Bozanich
- 1994 One Woman's Courage – als ??
- 1993 Jack Reed: Badge of Honor – als ??
- 1991 JFK – als Julia Ann Mercer
- 1991 Dead Again – als zuster Madeleine / Starlet
- 1990 Decoration Day – als Loreen Wendall
- 1989 Prime Target – als Megan McGuire
- 1988 Miles from Home – als boerin
- 1988 I Saw What You Did – als Robyn Griffin
- 1983 Jamaica Inn – als vrouw van gevangene

### Televisieseries
Uitgezonderd eenmalige gastrollen.
- 2014 Perception - als Wendy Pierce - 2 afl.
- 1999-2001 Roswell High – als Nancy Parker – 6 afl.
- 1998 Legacy – als Megan Boone – 2 afl.
- 1998 From the Earth to the Moon – als Pat White – 2 afl.
- 1994-1995 Sisters – als dr. Charlotte Bennett – 15 afl.
- 1989-1990 Beauty and the Beast – als Diana Bennett – 10 afl.
- 1989 Dream Street – als Marianne McKinney – 6 afl.

- Biblioteca Nacional de España: XX1696358
- Library of Congress Control Number: no2017059155
- Système universitaire de documentation: 148453864
- Virtual International Authority File: 315537295
- WorldCat: E39PBJghhGfRCtGvFVWPMhcHG3